# Európai Színházi Unió
Ez a szócikk a Jack Lang és Giorgo Strehler által alapított szervezetről szól. Nem tévesztendő össze a másik nagy színházi szövetséggel!
Az Európai Színházi Unió (más néven Európai Színházak Uniója vagy Európai Színházak Szövetsége, eredeti, francia nevén Union des Théâtres de l'Europe, angolul Union of the Theatres of Europe) egy európai szintű színházi szervezet. Célja a tagszínházak közötti kommunikáció erősítése, Európa legjobb színházainak párbeszédbe állítása, átfogó kulturális programok, események, fesztiválok szervezése. A Színházi Unió egyik legfontosabb feladatának az európai integráció elősegítését tartja, a kultúra (szűkebben a színházművészet) eszközeivel.
A szervezet tagszínházai intenzív nemzetközi alkotómunkát folytatnak, egymással együttműködve számos vándorfesztivált (UTE-FESZT), kiállítást, kollokviumot és workshopot szerveznek. Az elmúlt húsz év során több mint több mint 10 000 előadást hoztak létre, amelyeket Európa-szerte 3 millió néző tekint meg évadonként.
A szervezetnek 2015-ben több, mint 40 tagja van az európai uniós tagországból, illetve például Szerbiából, Oroszországból Palesztinából és Izraelből.

## Története

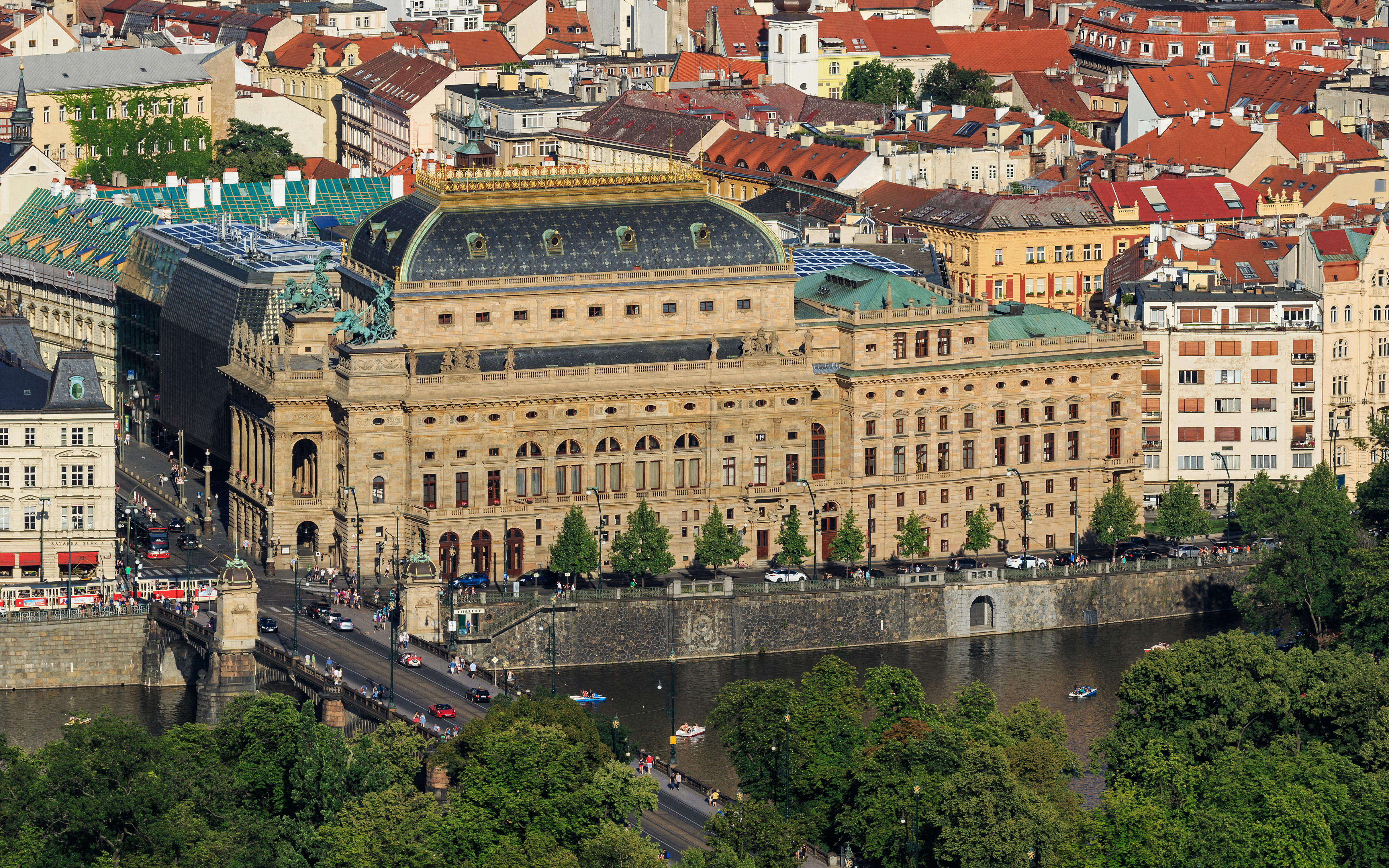
A Prágai Nemzeti Színház

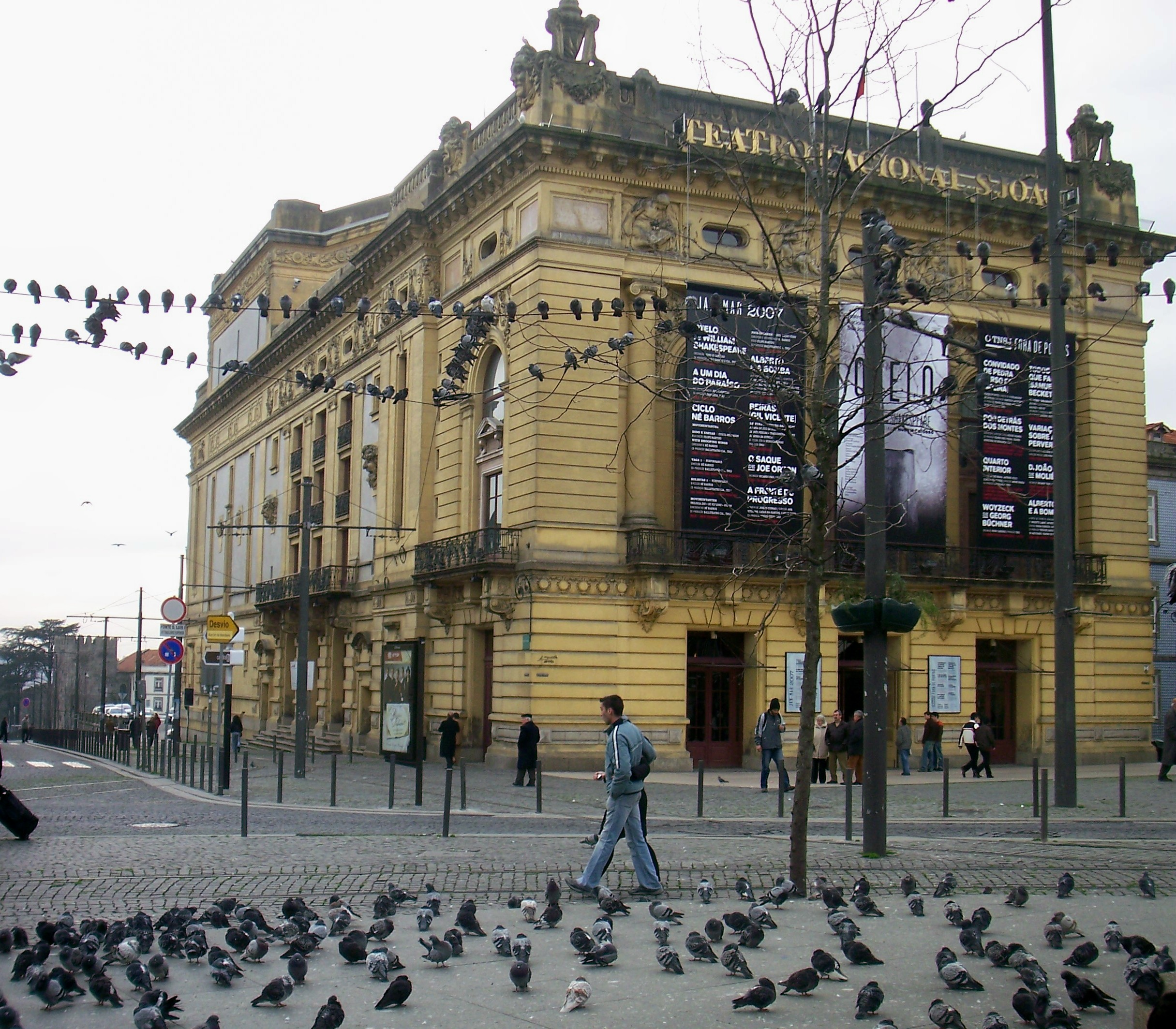
A portoi São João Nemzeti Színház

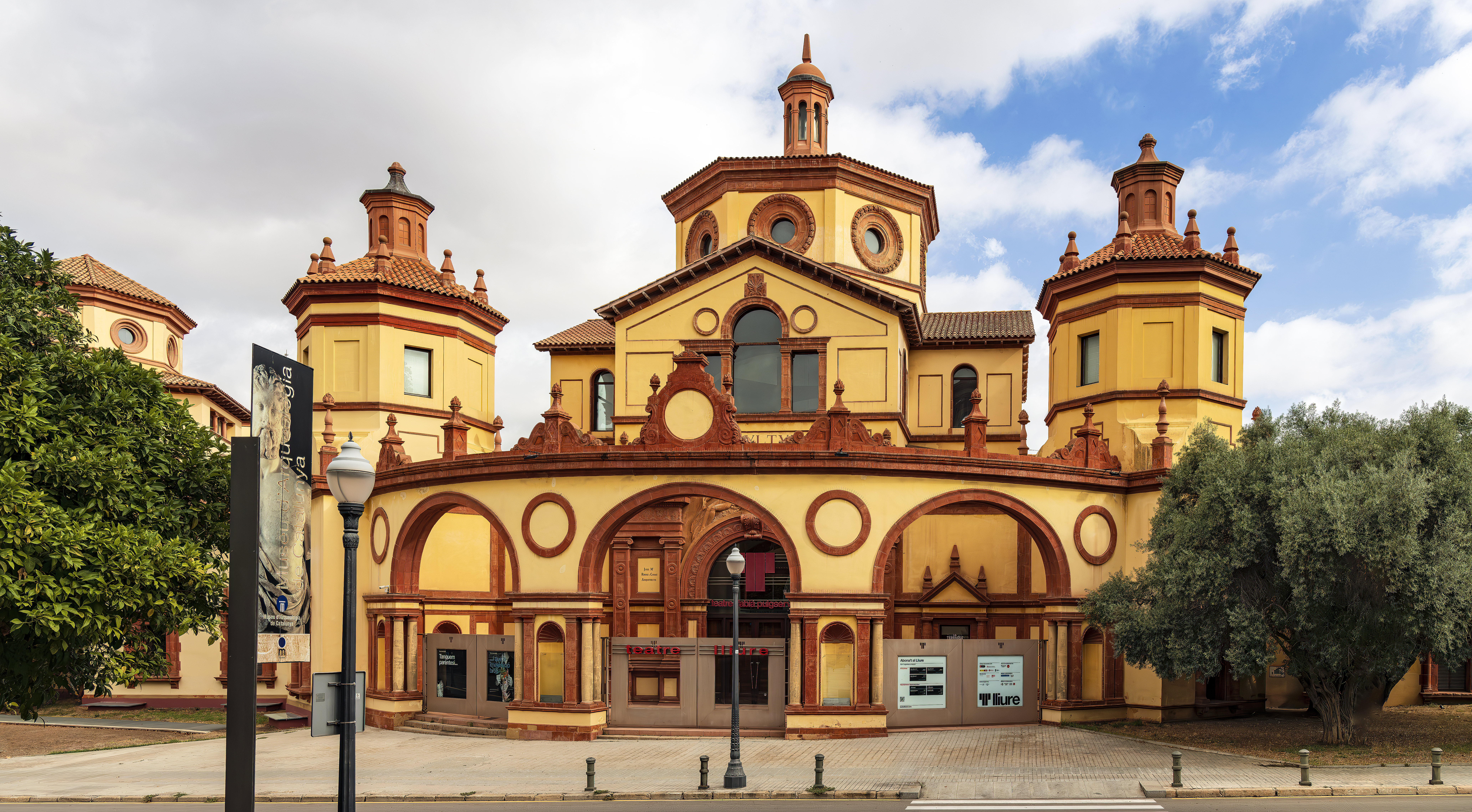
Teatre Lliure, Barcelona

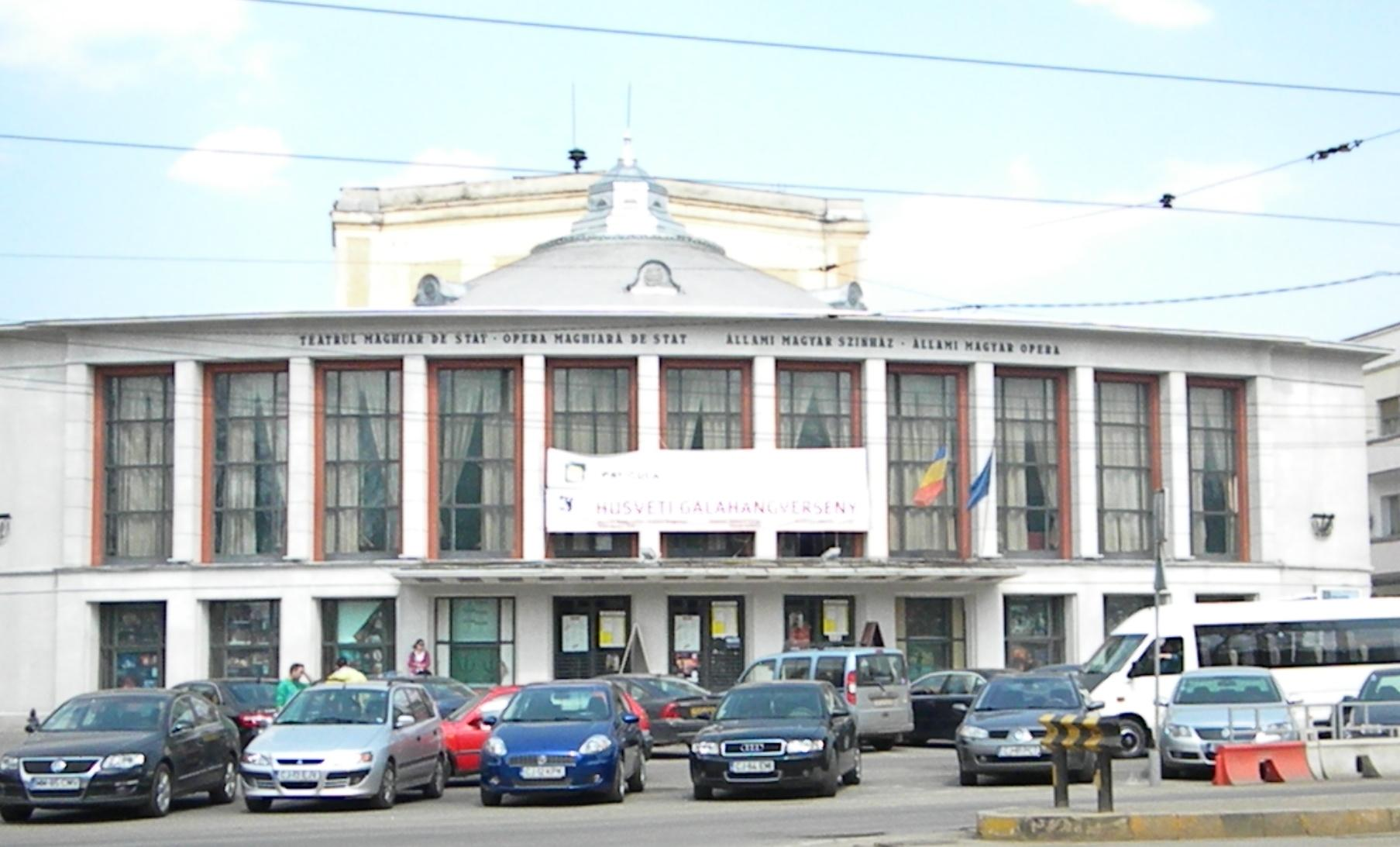
A Kolozsvári Állami Magyar Színház

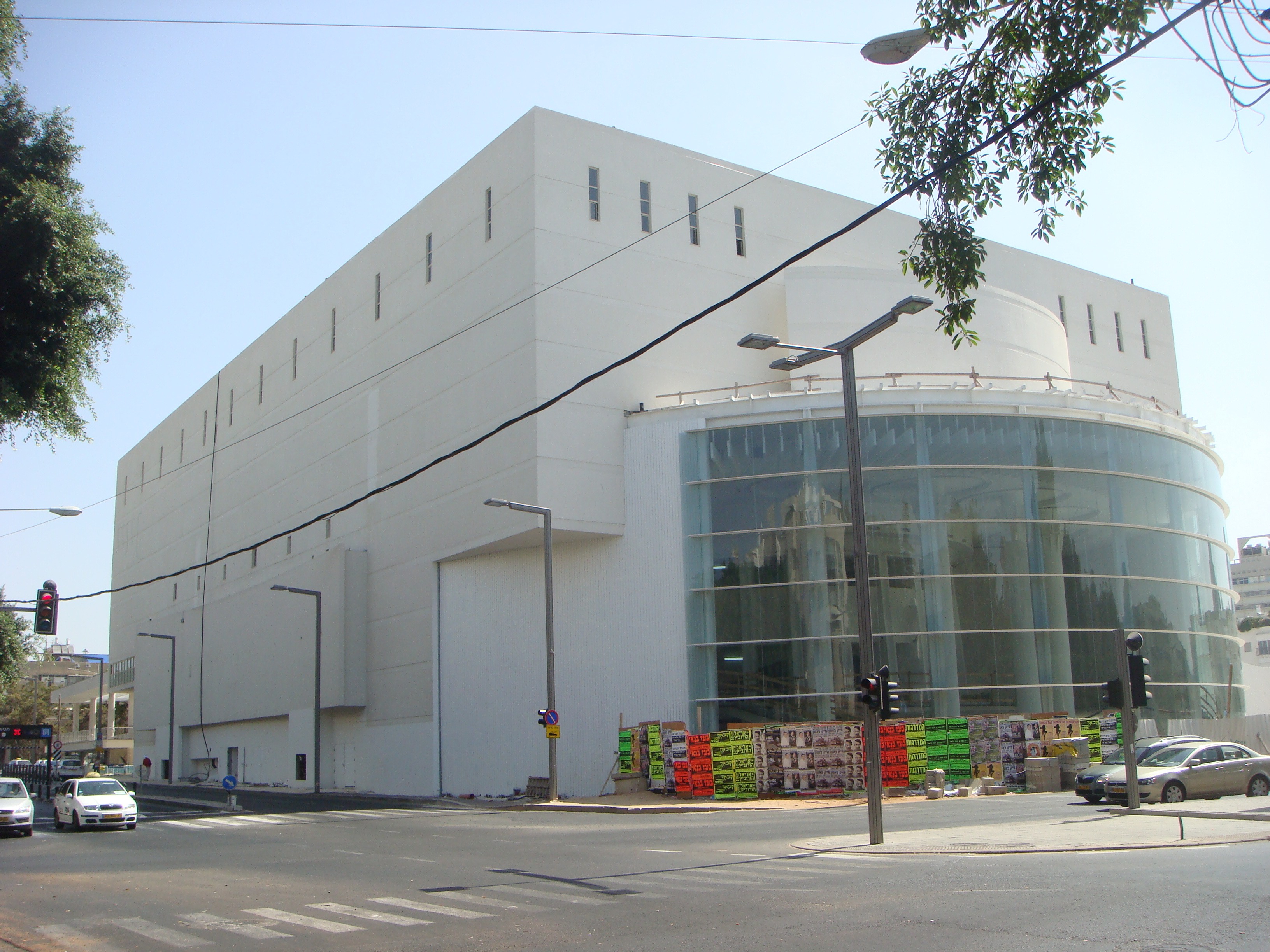
A Habima Nemzeti Színház Tel-Avivban

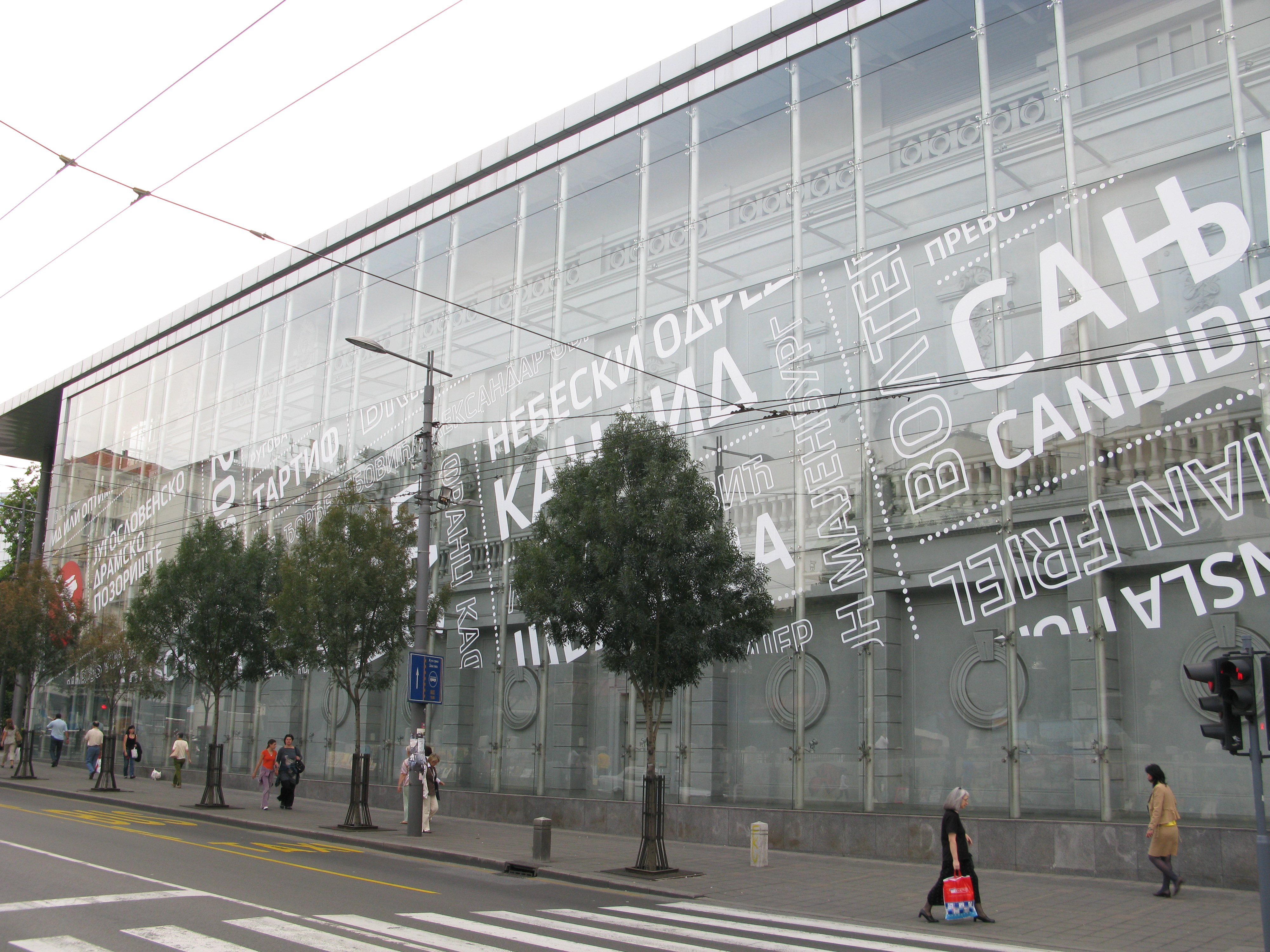
A Jugoszláv Drámai Színház

Az Európai Színházi Uniót 1990-ben alapította Jack Lang francia kultuszminiszter és Giorgio Strehler olasz rendező. Elsődleges céljuk az volt, hogy egy átfogó, európai ernyőszervezetet hozzanak létre, amely az integrálódó európai tagországok legnívósabb színházait erősíti, egy olyan kulturális piacot hozva létre, amely képes megmutatni az egységben a különbözőséget, ugyanakkor határozottan szembeszegül a passzív konzumerizmus alapállásával (ehelyett a kortárs színház meritokratikus alapon válogatott "elitjének" kulturális kínálatát képviseli).
Az alapító színházak:
- Odéon (Párizs)
- Piccolo Teatro (Milánó)
- Deutsches Theater (Berlin)
- Schauspielhaus (Düsseldorf)
- Teatre Lliure (Barcelona)
- Kungliga Dramatiska Teatern (Stockholm)
- Katona József Színház (Budapest)

## Felépítése és tagjai
Az Európai Színházi Uniót egy, a tagokból álló közgyűlés és az igazgatók tanácsa vezeti. A szervezet elnöki székében a tagszínházak vezetői meghatározott időközönként, szavazás útján váltják egymást. Jelenlegi elnöke Tompa Gábor, a kolozsvári Állami Magyar Színház igazgatója.

### Tagszínházak
2025-ben:
- Bulgária:
  - Theatre Laboratory Sfumato, Szófia
- Csehország:
  - Prágai Nemzeti Színház
- Görögország:
  - Észak-Görögországi Nemzeti Színház, Thesszaloniki
- Luxemburg:
  - Théâtre National du Luxembourg, Luxembourg
- Magyarország:
  - Miskolci Nemzeti Színház, Miskolc
- Olaszország:
  - Piccolo Teatro - Teatro d'Europa, Milánó
  - Teatro di Roma - Teatro Nazionale, Róma
- Portugália:
  - São João Nemzeti Színház, Porto
- Románia:
  - Kolozsvári Állami Magyar Színház, Kolozsvár
- Spanyolország:
  - Katalán Nemzeti Színház, Barcelona
- Szerbia:
  - Jugoszláv Drámai Színház, Belgrád
- Szlovénia:
  - Szlovén Nemzeti Színház, Ljubljana

### Egyéni tagok
2011-ben
- Antal Csaba
- Victor Arditti
- Tadeusz Bradecki
- Declan Donnellan
- Elie Malka
- Silviu Purcărete
- Giorgio Ursini Ursic
- André Wilms

### Tiszteletbeli tagok
2011-ben
- Ascher Tamás
- Patrice Chéreau
- Lev Dogyin
- Jack Lang
- Krystian Lupa
- Robert Sturua
- Anatolij Vasziljev
- Andrzej Wajda

## Magyarok az Európai Színházi Unióban
Noha az alapító Katona József Színház és az Európai Színházi Uniót Strehler halála után 1998–2004 közt elnökként vezető Zsámbéki Gábor 2008-ban kilépett a szervezetből, a kilépésük után (szintén 2008-ban) felvett Kolozsvári Állami Magyar Színház és az unió két magyarországi alapító egyéni tagja (Antal Csaba és Ascher Tamás) révén a magyar színházi élet képviselői is jelen vannak a szervezetben. 2006-tól 2008 áprilisáig (a Kolozsvári Állami Magyar Színház tagszínházzá választásáig) Tompa Gábor is az unió egyéni tagjai közé tartozott.

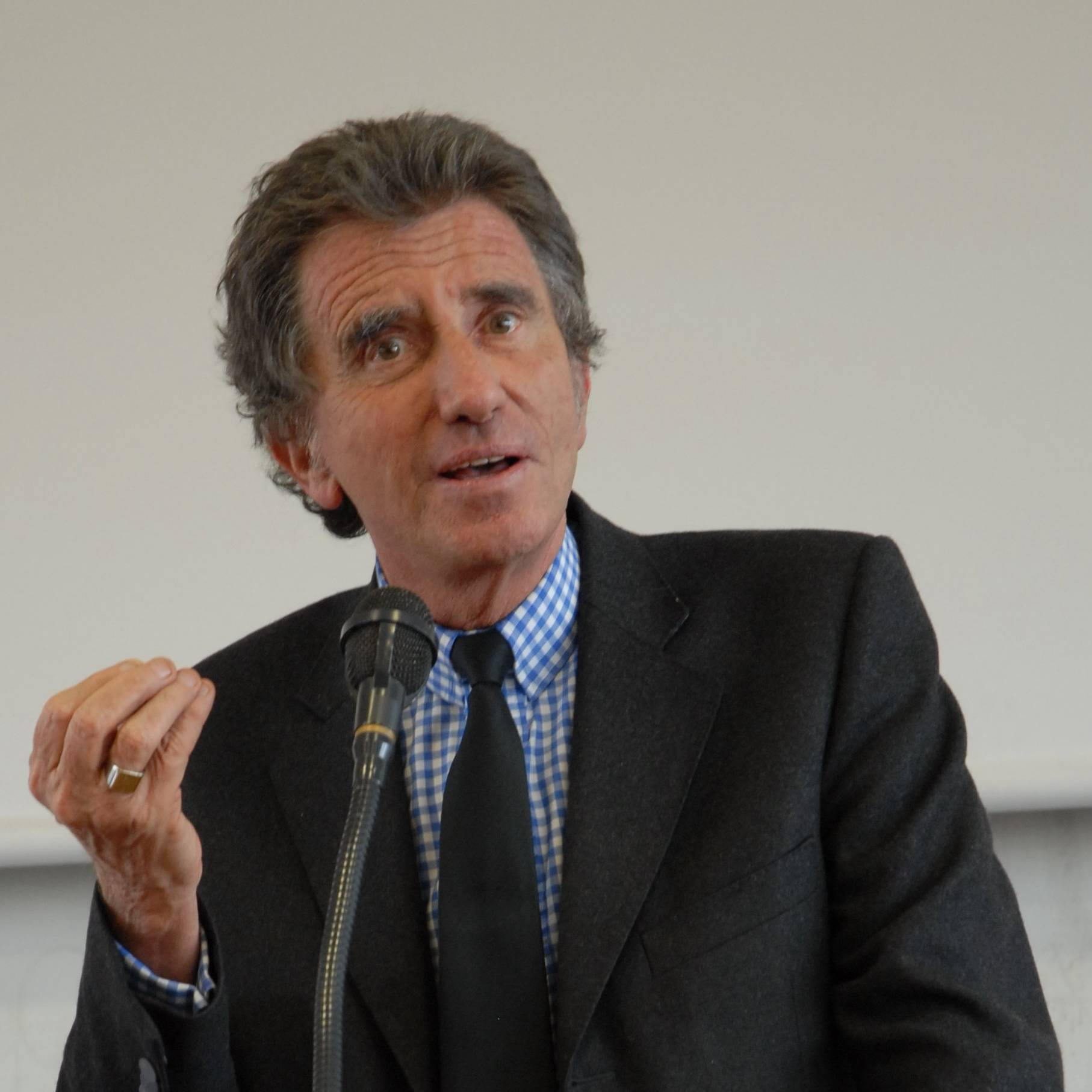
Jack Lang, francia politikus, korábban kultuszminiszter az UTE egyik alapítója
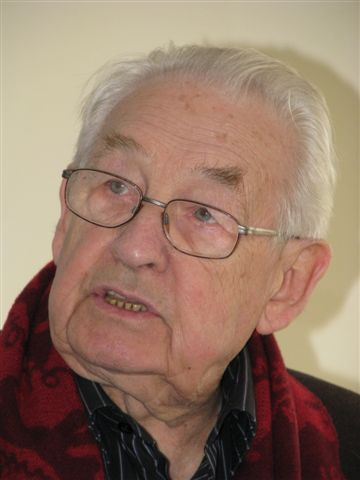
Andrzej Wajda Oscar-díjas lengyel filmrendező, az Európai Színházi Unió tiszteletbeli tagja
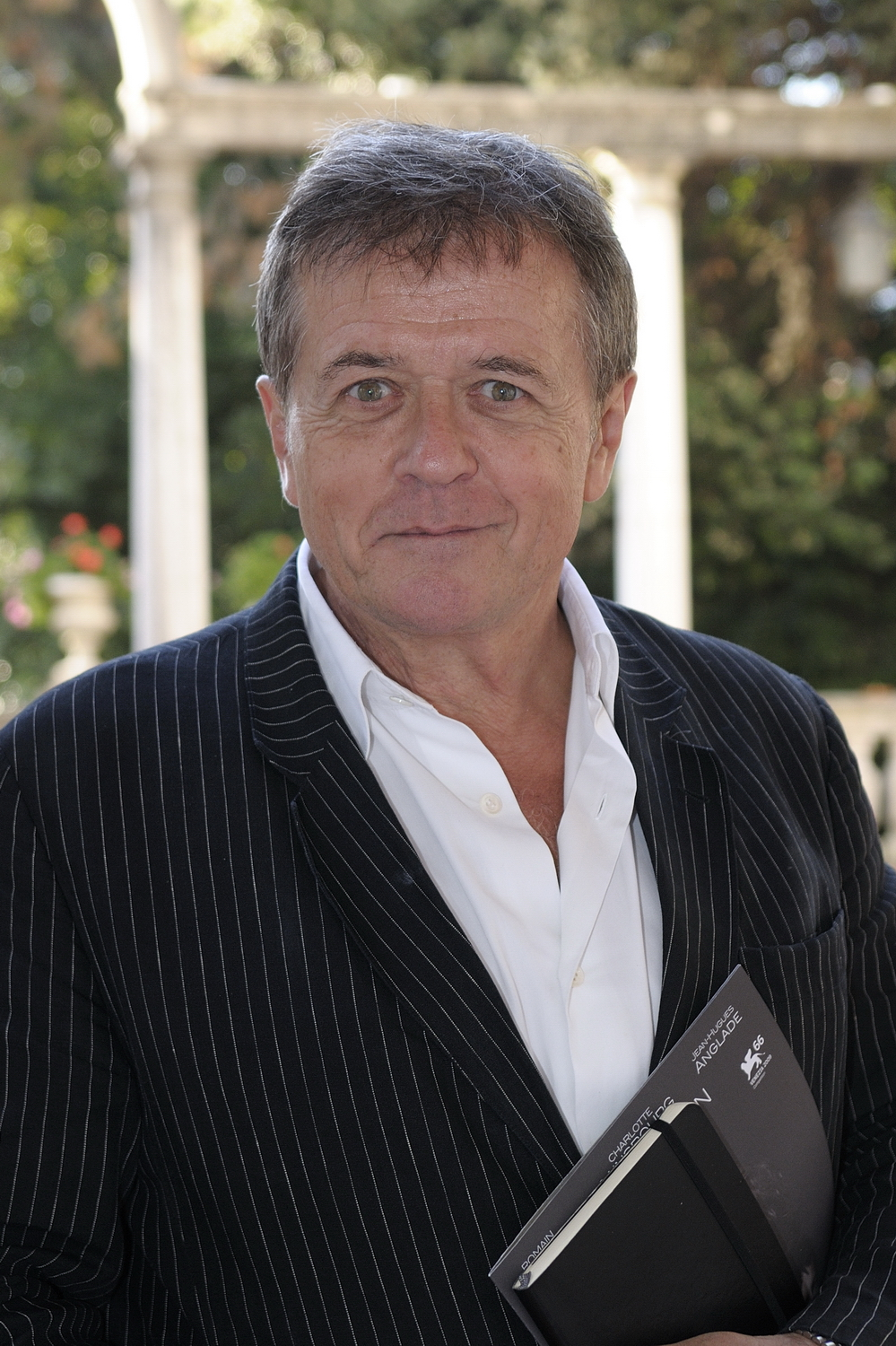
Patrice Chéreau francia színházi és operarendező, filmrendező, producer, színész, az UTE tiszteletbeli tagja
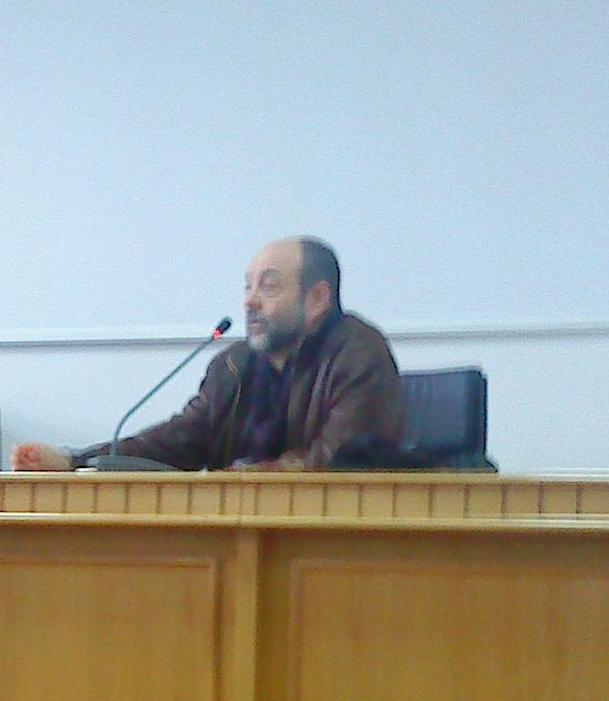
Tompa Gábor rendező, a Kolozsvári Állami Magyar Színház igazgatója, 2006–2008 között (a KÁMSZ tagszínházzá választásáig) az unió egyéni tagja